# Alcohol You
Chansons représentant la Roumanie au Concours Eurovision de la chanson
On a Sunday
(2019) Amnesia
(2021)
Alcohol You est une chanson de la chanteuse roumaine Roxen, sortie le 21 février 2020 en téléchargement numérique. La chanson aurait dû représenter la Roumanie au Concours Eurovision de la chanson 2020, à Rotterdam, aux Pays-Bas.

## À l'Eurovision
Le 11 février 2020, le diffuseur roumain TVR annonce avoir sélectionné Roxen pour représenter la Roumanie lors de l'Eurovision 2020. La chanson Alcohol You est sélectionnée parmi cinq chansons le 1er mars 2020, au terme de l'émission télévisée Selecția Naționalǎ 2020.
La chanson aurait dû être interprétée en seizième position de l'ordre de passage de la première demi-finale, le 12 mai 2020. Cependant, le 18 mars 2020, l'annulation du Concours en raison de la pandémie de Covid-19 est annoncée.